# قطعنامه ۴۴۷ شورای امنیت
قطعنامه ۴۴۷ شورای امنیت سازمان ملل متحد که در تاریخ ۲۸ مارس ۱۹۷۹ تصویب شد، سندی بین‌المللی دربارهٔ آنگولا-آفریقای جنوبی است. این قطعنامه طی نشست ۲٬۱۳۹ام با ۱۲ موافق، ۰ مخالف و ۳ ممتنع تصویب شد.